# Darko Brašnjović
Darko Brašnjović –en serbio, Дарко Брашњовић– (20 de agosto de 1999) es un deportista serbio que compite en judo. Ganó una medalla de plata en el Campeonato Europeo de Judo de 2022, en la categoría de –90 kg.

## Palmarés internacional
| Campeonato Europeo | Campeonato Europeo | Campeonato Europeo | Campeonato Europeo |
| Año                | Lugar              | Medalla            | Categoría          |
| ------------------ | ------------------ | ------------------ | ------------------ |
| 2022               | Sofía (Bulgaria)   | Medalla de plata   | –90 kg             |